# Jean-Luc Rougé
Jean-Luc Rougé (* 30. Mai 1949 in Clichy) ist ein ehemaliger französischer Judoka. Er war 1975 der erste französische Judo-Weltmeister.

## Sportliche Karriere
Der 1,90 m große Rougé gewann zwischen 1969 und 1980 sechs französische Meistertitel im Halbschwergewicht, je drei Titel gewann er im Schwergewicht und in der offenen Klasse.
Er war 1967 Kadetteneuropameister und 1969 Junioreneuropameister. Im Oktober 1969 belegte er bei den Weltmeisterschaften sowohl im Halbschwergewicht als auch in der offenen Klasse den fünften Platz. 1971 war er in beiden Gewichtsklassen Militärweltmeister. 1973 gewann er im Halbschwergewicht seinen ersten Europameistertitel durch einen Finalsieg über den Briten David Starbrook. Bei den Weltmeisterschaften im gleichen Jahr belegte er den fünften Platz in der offenen Klasse. 1974 siegte Rougé erstmals beim Tournoi de Paris.
Bei den Europameisterschaften 1975 unterlag Rougé im Finale des Halbschwergewichts gegen Dietmar Lorenz aus der DDR. Bis 1975 kamen alle Judo-Weltmeister aus Japan oder aus den Niederlanden. Bei den Weltmeisterschaften 1975 in Wien gewann Wladimir Newsorow aus der Sowjetunion im Halbmittelgewicht. Im Halbschwergewicht benötigte Rougé drei Kämpfe bis zum Halbfinale. Im Halbfinale bezwang er David Starbrook und im Finale den Japaner Michinori Ishibashi und war damit der erste französische Judo-Weltmeister. Bei den Olympischen Spielen 1976 in Montreal gewann Rougé seine ersten zwei Kämpfe im Halbschwergewicht und schied dann gegen David Starbrook aus. In der offenen Klasse unterlag er dem späteren Olympiasieger Haruki Uemura aus Japan, in der Hoffnungsrunde unterlag er Schota Tschotschischwili aus der Sowjetunion im Kampf um die Bronzemedaille und belegte den fünften Platz.
1977 gewann Rougé im Finale der Europameisterschaften im Schwergewicht gegen Dschibilo Nischaradse aus der Sowjetunion. Im Jahr darauf erkämpfte er bei den Europameisterschaften 1978 zwei Medaillen. Im Schwergewicht unterlag er gegen den Niederländer Peter Adelaar und erhielt Bronze, in der offenen Klasse gewann Rougé Silber hinter Dietmar Lorenz. 1979 siegte Rougé nach 1974 und 1977 zum dritten Mal beim Tournoi de Paris. Bei den Europameisterschaften in Brüssel gewann er das Finale im Schwergewicht gegen Witali Kusnezow aus der Sowjetunion. Im Dezember 1979 bei den Weltmeisterschaften in Paris gewann Rougé wieder zwei Medaillen. Im Schwergewicht unterlag er im Finale dem Japaner Yasuhiro Yamashita, in der offenen Klasse verlor er im Halbfinale gegen den Japaner Sumio Endō, im Kampf um Bronze bezwang er den Polen Dariusz Nowakowski. 1980 kehrte Rougé ins Halbschwergewicht zurück und gewann bei den Europameisterschaften das Finale gegen Dietmar Lorenz. Bei den Olympischen Spielen 1980 in Moskau unterlag er im Viertelfinale dem Belgier Robert Van de Walle und belegte am Ende den siebten Platz.
Jean-Luc Rougé blieb dem Judosport verbunden. Er war Präsident des französischen Judo-Verbandes, Vizepräsident der Europäischen Judo-Union und Generalsekretär der International Judo Federation. Er ist Träger des 9. Dan und seit 2017 Kommandeur der Ehrenlegion.